# پناهگاه صخره‌ای ۱۱ حسین‌آباد
پناهگاه صخره‌ای ۱۱ حسین‌آباد مربوط به دوران پارینه‌سنگی جدید - دوران فرادیرینه‌سنگی است و در شهرستان هرسین، بخش بیستون، دهستان چمچمال، ۹۰۰ متری جنوب غربی روستای حسین‌آباد درتنگ واقع شده و این اثر در تاریخ ۲۶ اسفند ۱۳۸۷ با شمارهٔ ثبت ۲۵۴۷۱ به‌عنوان یکی از آثار ملی ایران به ثبت رسیده است.